# کسلوانیا (مجموعه تلویزیونی)
کسلوانیا (انگلیسی: Castlevania)، یک مجموعهٔ تلویزیونی پویانمایی مخصوص بزرگسالان اینترنتی از نت‌فلیکس است که بر پایهٔ مجموعه بازی‌های ویدئویی به همین نام از شرکت کونامی ساخته شده‌است. دو فصل نخست مجموعه با الهام از بازی سال ۱۹۸۹ با نام کسلوانیا ۳: نفرین دراکولا ساخته شده‌است و داستان آن حول محور ترور بلمونت، آلوکارد و سایفا بنلادس می‌گردد که به دفاع از شهر والاچیا در مقابل دراکولا و افراد زیر دست وی می‌پردازند. فصل اول این سری در ۷ ژوئیهٔ ۲۰۱۷ به تعداد ۴ قسمت، فصل دوم آن در ۲۶ اکتبر ۲۰۱۸ به تعداد ٨ قسمت، فصل سوم در ۵ مارس ۲۰۲۰ به تعداد ١٠ قسمت و فصل چهارم و پایانی آن نیز در ۱۳ مه ۲۰۲۱ به تعداد ۱۰ قسمت در دسترس قرار گرفت.

## خلاصه داستان
داستان آن حول محور ترور بلمونت، آلوکارد تپش و سایفا بنلادس می‌گردد که به دفاع از شهر والاچیا در مقابل دراکولا و افراد زیر دست وی می‌پردازند.

## صداپیشگان
- ریچارد آرمیتاژ در نقش ترور بلمونت، آخرین بازمانده قبیله بلمونت
- جیمز کالیس در نقش ادرین «آلوکارد» تپش، یک دمفیر و پسر دراکولا و لیسا تپش
- آلهاندرا رینوسو در نقش سایفا بلنادس
- گراهام مک‌تاویش در نقش ولاد دراکولا تپش
- تونی آمندولا در نقش بزرگ قبیله و پدربزرگ سایفا
- مت فروئر در نقش اسقف
- امیلی اسوالو در نقش لیسا تپش
- تئو جیمز در نقش هکتور
- آدتوکومبوه مکورمک در نقش آیزاک
- جیمی موری در نقش کارمیلا
- جسیکا براون فیندلی در نقش لِنور
- یاسمین المصری در نقش مورانا
- ایوانا میلیچویچ در نقش استریگا
- پیتر استورماره در نقش گادبرند
- بیل نای در نقش کنت سنت ژرمن، محقق و پژوهشگر
- نوید نگهبان در نقش سالا
- جیسون آیزکس در نقش قاضی، سرپرست شهر لیندنفلد